# Dich loben die lieblichen Strahlen der Sonne
Dich loben die lieblichen Strahlen der Sonne (BWV 1151) ist eine weltliche Kantate von Johann Sebastian Bach, dessen Musik nicht erhalten ist. Er verfasste sie 1719 und führte die für das Neujahrsfest des Fürstentums Anhalt-Köthen konzipierte Kantate am 1. Januar 1720 in Köthen erstmals vor. Das Libretto dieser Bachkantate stammt von Christian Friedrich Hunold.